# ساغو (تيبت)
ساغو (بالإنجليزية: Xago)‏ هي منطقة سكنية تقع في الصين في أزمة التبت والصين. يقدر عدد سكانها بـ
- نسمة .